# 清凉寺街道
清凉寺街道，是中华人民共和国河北省保定市涿州市下辖的一个乡镇级行政单位。

## 行政区划
清凉寺街道下辖以下地区：
槐林社区、长空路社区、建设路社区、华阳社区、学园社区、阳光社区、马坊村、西辛庄村、西道元村、南河村、东道元村、东河村、西河村、梁家场村、马官屯村、小沙坎村、大沙坎村、杨家楼村、卢家场村、莲池村、李家坟村、塔西村、塔东村、全家场村、长岭村、官庄村和陈家坟村。